# Kind als Schaden
Kind als Schaden und Wrongful life (engl. mit einem Fehler behaftetes Leben) sind juristische Schlagworte, die die juristischen Probleme um ein ungewollt behindert oder überhaupt gegen den Willen der Eltern geborenes Kind beschreiben.
Ausgangssituation ist meist, dass der Arzt einer Schwangeren es schuldhaft nicht erkannt hat, dass das Kind behindert zur Welt kommen wird oder eine Abtreibung aufgrund eines Behandlungsfehlers scheitert. Nach der Geburt des Kindes nehmen die Eltern den behandelnden Arzt aus vertraglicher und deliktischer Haftung in Anspruch und begehren zum Beispiel die Kosten für den Kindesunterhalt als Schaden. Zumindest vorstellbar ist auch ein eigener Schadensersatzanspruch des Kindes.
„Kind als Schaden“ beschreibt das Problem dabei aus Sicht der Eltern, „wrongful life“ aus der Position des Kindes. Das Wrongful-life-Problem birgt in sich die Frage, ob das Kind durch eine Handlung zu Schaden gekommen sein kann, ohne die es nicht existieren würde (Nicht-Identitätsproblem).

## Rechtliche Behandlung in Deutschland
In Deutschland ist ein solcher Schadensersatzanspruch nur in engen, verfassungsrechtlich gegebenen Grenzen möglich. Ein Problem ist zunächst, dass der Behandlungsvertrag meist nur mit der Mutter und nicht mit dem Vater zustande gekommen ist. Aufgrund der Grundsätze des Vertrages mit Schutzwirkung zugunsten Dritter steht jedoch dem Vater dem Grund nach auch ein Schadensersatzanspruch zu. Der ersatzfähige Schaden ist hierbei nicht das Kind als solches, da die Würde des Menschen, die aus Art. 1 GG folgt, es verbietet das Kind als Schadensposten einzuordnen, wie das Bundesverfassungsgericht in einem obiter dictum klarstellte. Jedoch stellen die Unterhaltskosten eines nicht geplanten Kindes einen ersatzfähigen Schaden dar, da lediglich nach § 249 BGB zwei Vermögenslagen miteinander verglichen werden (Differenzhypothese). Hierbei ist nicht zwischen den behinderungsbedingten Mehrkosten und den Kosten für ein nicht behindertes Kind zu unterscheiden, da diese Kosten nicht teilbar seien. Laut einem Urteil des Oberlandesgericht Frankfurt am Main vom 9. August 2018 ist es auch möglich, als Schadensersatz die Kosten für den Bau eines behindertengerechten Hauses zu verlangen.
Ob das Kind auch einen Schadensersatzanspruch hat, bildet die Kernfrage des Problems, da, sofern man eine Einbeziehung des Kindes in den Schutzbereich des Vertrages bejaht, dies einem Anspruch auf Nichtexistenz gleichkommen würde. Bei einem rechtmäßigen Alternativverhalten hätte der Arzt die Schwangere über die Behinderungen des Kindes aufgeklärt und die Schwangere sich für einen Schwangerschaftsabbruch entschieden. Ein Recht auf Nichtexistenz gibt es nicht, und es wäre auch mit Art. 1 GG unvereinbar. Insofern stehen dem Kind keine Schadensersatzansprüche zu.

## Rechtliche Behandlung in Österreich
In Österreich hat der Oberste Gerichtshof Schadenersatz bisher nur in solchen Fällen zugesprochen, in denen aufgrund einer fehlerhaften pränatalen Diagnose eine Behinderung oder Missbildung des Kindes nicht erkannt wurde und die (in Österreich gemäß § 97 StGB bei Vorliegen einer „embryopathischen Indikation“ straffreie) Abtreibung des Kindes unterblieben war. In diesen Fällen ist nach Ansicht des Höchstgerichts den Eltern der gesamte Unterhaltsaufwand zu ersetzen, und nicht bloß der durch die Behinderung verursachte Mehraufwand. Dagegen wurde bei Fällen der Kategorie „wrongful conception“, in denen das Fehlschlagen empfängnisverhütender Maßnahmen (zum Beispiel Vasektomie, Eileiterunterbindung) zu einer ungeplanten Schwangerschaft führte, überhaupt kein Schadenersatz zugesprochen, weil ein gesundes Kind keinen „Schaden“ im Rechtssinne darstellen könne. Der Oberste Gerichtshof hat im November 2023 seine Judikatur geändert. Nunmehr haftet der Arzt (unabhängig von einer allfälligen Behinderung des Kindes) insbesondere für den von den Eltern für das Kind zu tragenden Unterhaltsaufwand, wenn das Kind bei fachgerechtem Vorgehen bzw. ordnungsgemäßer Aufklärung der Mutter (der Eltern) nicht empfangen bzw. nicht geboren worden wäre. Einen Schadenersatzanspruch des (behinderten) Kindes im Hinblick auf das unerwünschte eigene Leben („wrongful life“) hat der OGH bereits in einer Entscheidung aus dem Jahr 1999 ausgeschlossen.